# Maurice Bardonneau
Maurice Charles Adolphe Bardonneau (Saint-Maurice, 22 de mayo de 1885-Issy-les-Moulineaux, 3 de julio de 1958) fue un deportista francés que compitió en ciclismo en la modalidad de pista. Ganó una medalla de oro en el Campeonato Mundial de Ciclismo en Pista de 1906, en la prueba de medio fondo.

## Medallero internacional
| Campeonato Mundial | Campeonato Mundial | Campeonato Mundial | Campeonato Mundial |
| Año                | Lugar              | Medalla            | Competición        |
| ------------------ | ------------------ | ------------------ | ------------------ |
| 1906               | Ginebra (Suiza)    | Medalla de oro     | Medio fondo (A)    |